# إبراهيم بن عبد الله العنقري
إبراهيم بن عبد الله بن عبد العزيز العنقري وزير الإعلام السعودي السابق، تولى وزارة الشؤون البلدية والقروية السعودية وحتى عين مستشارا في الديوان الملكي. ولد في ثرمداء بمنطقة الوشم وتوفي فجر الاثنين 14 يناير 2008 في مدينة جنيف عن عمر يناهز 80 سنة حيث قضى 55 سنة في خدمة الدولة.

## حياته
درس العنقري مراحل التعليم العام في مدينة الرياض، التي انتقل إليها من قريته باكراً، واختبر في مدرسة تحضير البعثات في مكة المكرمة، ثم أُبتعث إلى مصر وتخرج عام 1952، 1372/1371ه من كلية الآداب بجامعة القاهرة ثم درس اللغة الإنجليزية والعلاقات الإنسانية في جامعة كولومبيا بنيويورك وجامعة فلوريدا في الولايات المتحدة الأمريكية.
هو ابن عم خالد بن محمد العنقري وقد خلفه في تولي وزارة الشؤون البلدية والقروية.

## أعماله
- في عام 1373 هـ عين مساعدا لمدير عام مكتب وزير المعارف قبل أن يصبح مديرا عاما للمكتب. ثم انتقل إلى وزارة الخارجية، حيث عمل رئيسا للمراسم فيها، وبعد ذلك عمل ضمن وفد المملكة العربية السعودية لدى الأمم المتحدة (الدورة السادسة عشرة) فمستشارا في سفارة المملكة العربية السعودية في واشنطن.
- في عام 1962 الموافق 1382 هـ عين وكيلا لوزارة الداخلية ورأس لجنة الضباط في الوزارة إلى جانب رئاسته لجنة الترشيح لمنح الجنسية بوزارة الداخلية فضلا عن رئاسة لجنة صحة البيئة.
- في عام 1970 الموافق 1390 هـ صدر أمر ملكي بتعيينه وزيرا للاعلام وظل يشغل هذا المنصب حتى عام 1395 هـ، كما أنه كان أحد أعضاء اللجنة العليا لسياسة التعليم وعضوا في اللجنة العليا لرعاية الشباب.
- عين وزيرا للعمل والشؤون الاجتماعية خلال الفترة من عام 1395 ه، إلى عام 1404 هـ ثم عين وزيرا للشؤون البلدية والقروية خلال الفترة من عام 1404 هـ إلى عام 1409 هـ إلى جانب عضويته في المجلس الأعلى لجامعة الملك فهد للبترول والمعادن والمجلس الأعلى للدفاع المدني والرئيس الأعلى للمعهد العربي لانماء المدن.
- وفي عام 1989 الموافق 1409 هـ صدر أمر ملكي بتعيينه مستشارا بالديوان الملكي.
- وفي عام 2006 الموافق 1427 هـ صدر أمر ملكي بإعفاءه من منصبه بناء على طلبه ولظروفه الصحية من قبل الملك عبد الله بن عبد العزيز آل سعود.

## وفاته
توفي إبراهيم بن عبد الله بن عبد العزيز العنقري في يوم الإثنين 5 محرم 1429 هـ الموافق 14 يناير 2008م، ودفن في يوم الثلاثاء.